# Arquidiocese de Leontópolis em Augustâmica
A Arquidiocese de Leontópolis em Augustâmica foi uma arquidiocese metropolitana extinta na Augustâmica, na cidade de Leontópolis, que foi transformada em sé titular.

## História
A diocese foi erigida no século IV, vinculada ao Patriarcado de Alexandria. Há menção de seus arcebispos até o século VI, quando provavelmente após a conquista muçulmana da região, foi suprimida.
Foi criada como sé titular no século XVIII, com o nome de Arquidiocese de Leontópolis na Bitínia e teve seu nome alterado para o atual em 1933.

## Prelados

### Arcebispos
- Amos † (mencionado em 325)
- Timóteo † (mencionado em cerca de 350)
- Isquirião † (mencionado em 372)
- Metrodoro † (mencionado em 431)
- Januário † (mencionado em 451)
- Teodoro † (antes de 551 - depois de 553)

### Arcebispos-titulares
- Elias Daniel von Sommerfeld † (1714 - 1742)
- Johann Carl von Maltzan † (1743 - ?)
- Joaquim de Nossa Senhora de Nazareth Oliveira e Abreu, O.F.M.Ref. † (1815 - 1819)
- Aleksander Dobrzański † (1819 - 1831)
- Ludwig Forwerk † (1854 - 1875)
  - Vincent Vinyes, O.P. † (1877 - 1880[2]) (bispo eleito)[3]
- Jean-Pierre-François Laforce-Langevin † (1891 - 1892)
- Dominique-Clément-Marie Soulé † (1893 - 1919)
- Andrea Cassulo † (1921 - 1952)
- Terence Bernard McGuire † (1953 - 1957)
- Angelo Ficarra † (1957 - 1959)
- Cornelius Bronsveld, M.Afr. † (1959 - 1970)